# Elecciones legislativas de Colombia de 1964
Las elecciones legislativas de Colombia de 1964, se realizaron en el mes de marzo, para elegir los miembros de la Cámara de Representantes para un periodo de dos años. También se eligieron diputados de las Asambleas Departamentales y concejales municipales.
Como se estableció desde 1958, bajo los acuerdos del Frente Nacional, los partidos liberal y conservador se repartieron equitativamente los escaños. Ambos partidos continuaron divididos a la urnas entre sectores oficialistas y una oposición representada en los candidatos de ambos partidos adheridos a la ANAPO, al MRL y al minoritario Movimiento Independiente Liberal.

## Resultados
Los escaños de la Cámara de Representantes se distribuyeron de la siguiente forma:

### Partido Liberal
| Número        | Corriente        | Escaños Cámara | Porcentaje |
| ------------- | ---------------- | -------------- | ---------- |
| 1             | Oficialistas     | 59             | 32.1%      |
| 2             | MRL-Línea blanda | 23             | 12.5%      |
| 3             | MRL-Línea dura   | 8              | 4.3%       |
| 4             | Anapistas        | 1              | 0.5%       |
| 5             | MIL              | 1              | 0.5%       |
| Total escaños | Total escaños    | 92             | 50%        |

### Partido Conservador
| Número        | Corriente      | Escaños Cámara | Porcentaje |
| ------------- | -------------- | -------------- | ---------- |
| 1             | Oficialistas   | 65             | 35.3%      |
| 2             | Anapistas      | 26             | 14.1%      |
| 3             | Independientes | 1              | 0.5%       |
| Total escaños | Total escaños  | 92             | 50%        |

## Fuente
- Dieter Nohlen (Editor), Elections in the Americas. Vol 2: South America. Oxford University Press, 2005